# Acanthoscurria tarda
Acanthoscurria tarda är en spindelart som beskrevs av Pocock 1903. Acanthoscurria tarda ingår i släktet Acanthoscurria och familjen fågelspindlar. Inga underarter finns listade i Catalogue of Life.